# Sony Ericsson K550i
Sony Ericsson K550i — четырёхдиапазонный мобильный телефон фирмы Sony Ericsson. Является наследником телефона K750i, построен на новой платформе DB2020 (K750i — DB2010). Входит в линейку «камерофонов» Cyber-shot.

## Описание
Телефон представляет собой моноблок. Модель выпускалась в двух цветовых решениях, чёрном и белом (Jet Black, Pearl White). Задняя крышка и аккумулятор съёмные. Клавиатура имеет синюю подсветку.
Одним из достоинств телефона считалась его камера — на момент выхода в 2007 году она считалась весьма неплохой. Камера снабжена двойной вспышкой и защищена сдвижной шторкой, под которой также находится зеркальце для самострелов. Весь дизайн задней части аппарата выполнен под цифровую камеру. Разъём для карт памяти располагается на левой боковой стороне, но спрятан под крышкой. Поддерживается «горячая» замена карт. Интерфейсный разъем Fast Port располагается на левой боковой поверхности, он не прикрыт ничем. Музыкальная клавиша здесь же, она достаточно удобна. На правой стороне находится клавиша регулировки громкости, а также металлическая, заметная на ощупь кнопка камеры. На верхнем торце размещён ИК-порт, а также кнопка включения/выключения аппарата, она же отвечает за смену профилей.
Sony Ericsson K550i имеет традиционное для этой фирмы меню — 12 анимированных иконок. Перемещение по меню осуществляется с помощью навигационного джойстика или цифр. Имеется будильник, диктофон, музыкальный проигрыватель и т. д. Поддерживаются Java-апплеты и Bluetooth-подключение. Телефонная книга имеет ограничение либо на 1000 контактов либо на 2500 номеров (если на одну запись будет сохраняться до 5 номеров). На одно имя можно записать 5 телефонных номеров, 3 адреса электронной почты и один адрес веб-страницы.

## Характеристики
| Общие характеристики                        | Общие характеристики                                                                   |
| ------------------------------------------- | -------------------------------------------------------------------------------------- |
| Диапазоны частот                            | GSM 850/900/1800/1900 МГц                                                              |
| Тип корпуса                                 | классический                                                                           |
| Конструкция                                 | джойстик                                                                               |
| Антенна                                     | встроенная                                                                             |
| Вес                                         | 85 г                                                                                   |
| Размеры                                     | 102x46x14 мм                                                                           |
| Звонки                                      |                                                                                        |
| Тип мелодий                                 | 75-голосная полифония                                                                  |
| редактор мелодий                            | есть                                                                                   |
| Виброзвонок                                 | есть                                                                                   |
| Связь                                       |                                                                                        |
| Интерфейсы                                  | IRDA, USB, Bluetooth                                                                   |
| Доступ в интернет                           | WAP 2.0, GPRS, EDGE, POP/SMTP-клиент, профиль A2DP                                     |
| Модем                                       | есть                                                                                   |
| Синхронизация с компьютером                 | есть                                                                                   |
| Сообщения                                   |                                                                                        |
| Дополнительные функции SMS                  | ввод текста со словарем, шаблоны сообщений, отправка SMS нескольким адресатам          |
| MMS                                         | есть                                                                                   |
| Другие функции                              |                                                                                        |
| Громкая связь(встроенный динамик)           | есть                                                                                   |
| Управление                                  | голосовой набор                                                                        |
| Автодозвон                                  | есть                                                                                   |
| Экран                                       |                                                                                        |
| Тип экрана                                  | цветной TFD экран, 262144 цветов                                                       |
| Размер изображения                          | 176x220 пикс                                                                           |
| Индикация                                   | времени разговора                                                                      |
| Мультимедийные возможности                  |                                                                                        |
| Встроенная фотокамера                       | 1632x1224 (2 млн пикс.), автофокусировка, встроенная вспышка                           |
| Запись видеороликов                         | есть                                                                                   |
| Аудио                                       | FM-радиоприемник, MP3-проигрыватель                                                    |
| Диктофон                                    | есть                                                                                   |
| Игры                                        | есть                                                                                   |
| Java-приложения                             | есть                                                                                   |
| Объём встроенной памяти                     | 64 МБ                                                                                  |
| Поддержка карт памяти                       | micro Memory Stick, объёмом до 4 ГБ                                                    |
| Питание                                     |                                                                                        |
| Тип аккумулятора                            | Li-polymer                                                                             |
| Ёмкость аккумулятора                        | 950 мАч                                                                                |
| Время разговора                             | 6:00 ч: мин                                                                            |
| Время ожидания                              | 360:00 ч: мин                                                                          |
| Записная книжка и органайзер                |                                                                                        |
| Записная книжка в аппарате                  | 1000 номеров                                                                           |
| Поиск по книжке                             | есть                                                                                   |
| Обмен между SIM-картой и внутренней памятью | есть                                                                                   |
| Прямой (flash) набор                        | 9 номеров                                                                              |
| Органайзер                                  | будильник, калькулятор, планировщик задач                                              |
| Прочее                                      |                                                                                        |
| Разное                                      | возможна перепрошивка в W610i, после которой появляются плеер Walkman и Flash Lite 1.0 |